# Sunn O)))
Sunn O))) és una banda estatunidenca de metal experimental de Seattle, Washington, formada el 1998. El seu so es pot definir amb adjectius com fosc, pesat i extremadament lent, i barreja diversos gèneres musicals com el drone, el doom metal, el black metal, el dark ambient i el noise rock. Durant els xous en viu els membres de la banda van vestits amb túniques de monjo, omplen l'escenari de boira i toquen a un volum molt alt.
Sunn O))) és considerada líder del seu gènere. The New York Times de 28 de maig de 2006 va fer-ne esment a l'article «Heady Metall» de John Wray. Així mateix, l'edició d'agost de 2007 de la publicació Q va designar White1 el 18è àlbum més contundent de tots els temps, per sobre de Back in Black d'AC/DC i per sota de Are you Experienced? d'en Jimi Hendrix.

## Història

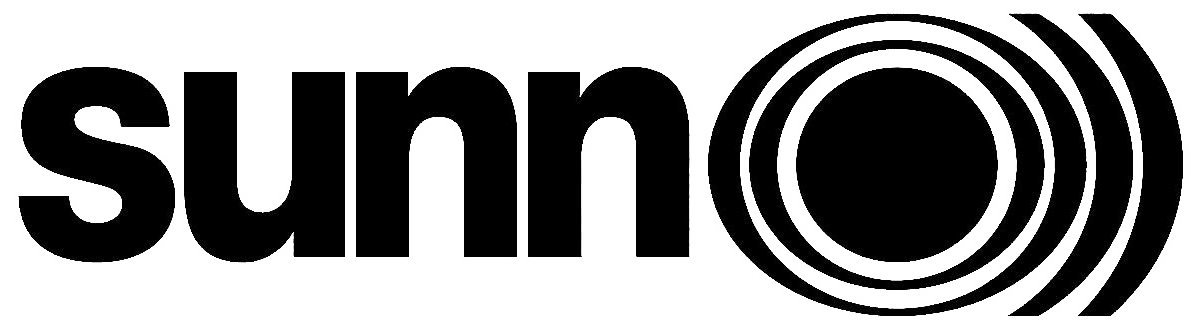
El logo emprat per la banda és també el logotip de la marca d'amplificadors Sunn.

La banda es fundà a meitat dels 90 a Seattle pel duo Stephen O'Malley (membre al seu torn de Khanate i Burning Witch) i Greg Anderson (membre de Goatsnake i Engine Kid). El propòsit inicial era fer una banda tribut al grup Earth, considerat el pioner del drone metal. El seu nom és degut a la marca comercial d'amplificadors Sunn, el logo de la qual inclou la paraula SUNN, seguida d'un cercle i uns semicercles simbolitzant unes ones. Segons el membre Greg O'Malley, es tracta d'un joc de paraules amb la banda Earth, ja que el Sol gira entorn de la Terra, tant com musicalment ho fa Sunn O))) entorn de Earth. Inicialment i durant un breu període però la banda es va anomenar Mart. Aquest nom també era un joc de paraules, ja que el planeta Mart és el més pròxim a la Terra.
La banda ha publicat la majoria de la seva producció a través del seu propi segell discogràfic, Southern Lords Records, fundat el 1998. Tanmateix, el disc ØØ Void (el seu segon àlbum) fou publicat en diversos segells, incloent Rise Above Records, Hydra Heads Records, i Dirter Produccions. Posteriorment fou reeditat per Southern Lord Records el 2004.
Ençà el 2003, el cantant de metal Attila Csihar és col·laborador habitual de la banda, i n'és el vocalista principal durant les actuacions en viu. A partir de l'àlbum Altar, publicat el 2006 amb la col·laboració del grup japonès Boris, Sunn O))) va començar a col·laborar regularment amb altres músics del metall extrem i l'avantguarda.

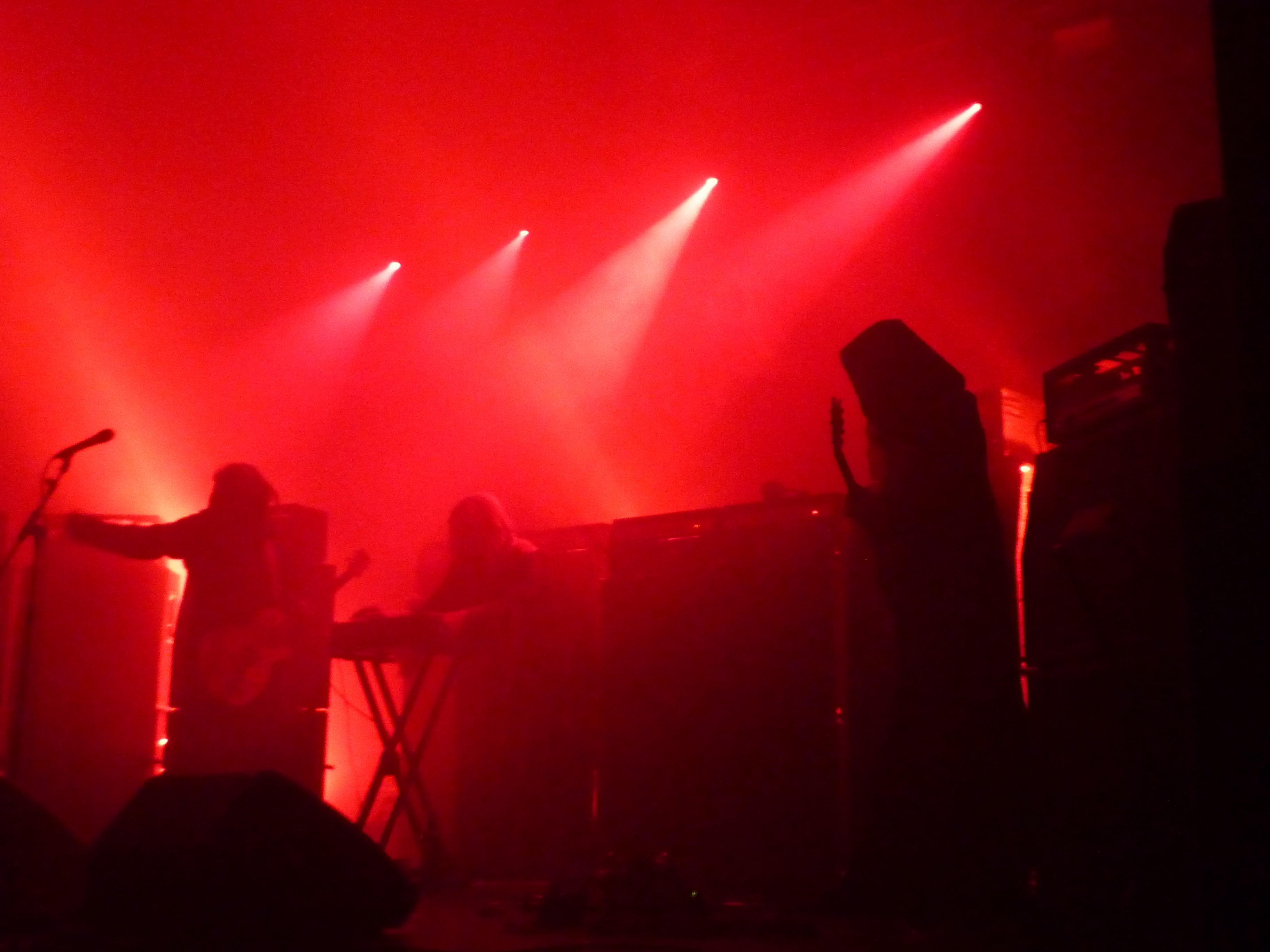
Sunn O))) actuant al Ritz a Manchester, 11 juny de 2012.

La banda publica gravacions de les actuacions en directe, normalment en edicions limitades. El 2008 Sunn O))) va publicar l'àlbum en viu Dømkirke i va fer un mini tour de quatre concerts per a commemorar el 10è aniversari del grup, el qual va coincidir amb la publicació de Grimmrobe Demos.
El 10 de febrer de 2014 varen publicar un àlbum en col·laboració amb el grup de música experimental Ulver, titulat Terrestrials. Aquest és fruit d'una sessió d'improvisació enregistrada el 2008 a un estudi d'Oslo, Noruega. El 2015 varen publicar l'àlbum Kannon, un disc conceptual sobre la deïtat budista de la compassió.
El setè àlbum d'estudi de la banda, Monoliths & Dimensions, publicat el 18 de maig de 2009, va ser aclamat tant per la premsa com pel públic. El 17 de desembre de 2009 la cançó «Hunting & Gathering (Cydonia)» d'aquell disc va ser anomenada la cançó més 'heavy' de tots els temps per Jason Ellis de The Jason Ellis Show a l'emissora de ràdio Sirius/XM.
L'octubre de 2014 van publicar l'àlbum Soused, una col·laboració amb l'autor i intèrpret Scott Walker. La banda ha treballat amb l'afamat productor Steve Albini en dos àlbums, Life Metal i Pyroclasts. Ambdós discs han estat enregistrats en cinta per mitjà de tècniques analògiques, sense l'ajut d'ordinadors. El juny de 2019, i aprofitant l'avinentesa de la publicació de Life Metal, Sunn O))) va dissenyar i posar a la venda un pedal de guitarra en col·laboració amb l'empresa EarthQuaker Devices, anomenat Life Pedal. El pedal, d'edició limitada a 1000 unitats, es va exhaurir en poques hores. El 22 d'agost del mateix any se'n va posar a la venda una edició daurada, limitada a 500 unitats.

## Estil musical
L'estil de la banda es caracteritza fonamentalment pels tempos lents, el so de guitarres distorsionades amb afinacions no estàndard, la manca de ritme i melodia i els sons de baixa freqüència. Les composicions prenen sovint la forma d'atmosferes misterioses i de paisatges sonors minimalistes. Amb tot, Sunn O))) ha evolucionat i experimentat amb una varietat d'estils i sons d'ençà de l'estil cru dels primers àlbums Grimmrobe Demos i ØØ Void. Àlbums com White1 i White2 contenen tant passatges de so ambiental meditatiu (com «A Shaving of the Horn that Speard You» de White1) com experimentacions al baix (com «bassAliens» a White2). El disc Black One incorpora sons electrònics i sintetitzadors, així com col·laboracions provinents de l'escena electrònica experimental i del noise (el músic John Wiese i el guitarrista Oren Ambarchi).
Un altre aspecte important del concepte artístic de Sunn O))) és el volum en què interpreten les seves peces, que intenten fer de l'audició una experiència física. Els seus discs van acompanyats de la frase «Un volum màxim volum reporta uns resultats màxims» («Maximum volume yields maximum results»), i les samarretes promocionals llueixen la frase «Ever breathe a frequency?» («Has respirat mai una freqüència?»). Els seus xous en viu poden arribar als 125db.

El disc Monoliths & Dimensions eixampla les experimentacions sonores, incorporant instruments clàssics (secció de cordes, vent metall, vent fusta, piano o arpa) i un cor de dones vienès. A propòsit d'aquest àlbum, i reiterant la mentalitat experimental del grup, Greg O'Malley ha declarat:
[Anglès] «There are no musical boundaries. A lot of the most interesting music develops out of fusion between musical genres. Music becomes more rich and alive through fusion–this is what we’ve done with Monoliths & Dimensions, and with Sunn O))) as a band.»
[Català] «No hi ha barreres musicals. Gran part de la música més interessant s'origina de la fusió de gèneres musicals. La música esdevé més rica i vívida a través de la fusió–això és el que hem fet a Monoliths & Dimensions, i a Sunn O))) com a banda.»

## Discografia

### Àlbums d'estudi
- 2000: ØØ Void (Hydra Head Records)
- 2002: Flight of the Behemoth (Southern Lord)
- 2003: White 1 (Southern Lord)
- 2004: White 2 (Southern Lord)
- 2005: Black One (Southern Lord)
- 2009: Monoliths & Dimensions (Southern Lord)
- 2015: Kannon (Southern Lord)
- 2019: Life Metal (Southern Lord)
- 2019: Pyroclasts (Southern Lord)

### Singles
- 2015: 'Aokigahara/Jukai' (Southern Lord, Flexidisc d'edició limitada disponible conjuntament amb Kannon)

### Demos
- 2000: The GrimmRobe Demos (HHNoise; 500 còpies; publicat de nou el 2005 a Southern Lord)
- 2012: Rehearsal Demo Nov. 11 2011 (Southern Lord, 1500 còpies)
- 2014: La Reh 012 (Ideologic Organ/Southern Lord, 1500 còpies)

### EPs
- 2003: Veils it White (Southern Lord)
- 2004: Cro-Monolithic Remixes for an Iron Age (Southern Lord)
- 2005: Candlewolf of the Golden Chalice (Anti-Mosh)
- 2007: Oracle (Southern Lord)

### Directes
- 2004: The Libations of Samhain
- 2004: Live White (aRCHIVE; 500 còpies)
- 2005: Solstitium Fulminate (Southern Lord; segon disc de l'edició limitada a 2000 còpies de Black One-Special Edition)
- 2006: La Mort Noir (Southern Lord; 1000 còpies)
- 2008: Dømkirke
- 2011: Agharti Live 09-10 (Southern Lord; 1000 còpies)

### Col·laboracions
- 2006: AngelComa (Southern Lord; 500 còpies; compartit amb Earth)
- 2006: Altar (Southern Lord; conjuntament amb Boris)
- 2011: The Iron Soul of Nothing (Ideologic Organ; Nova mescla de ØØ Void per Nurse with Wound)
- 2014: Terrestrials (Southern Lord; conjuntament amb Ulver)
- 2014: Soused, (4AD; Scott Walker + Sunn O))))